# Sarophorus striatus
Sarophorus striatus là một loài bọ cánh cứng trong họ Bọ hung (Scarabaeidae).